# La Topette
La Topette est un périodique trimestriel angevin fondé en septembre 2020. Diffusé en kiosques dans le Maine-et-Loire et par abonnement, il est édité par des journalistes qui souhaitent favoriser le journalisme d’investigation.

## Historique
Lancé fin août 2020 après une maturation de quelques mois, le journal est réalisé par une équipe de journalistes professionnels réunis dans l'association Maine et Gloire, sise au 23 rue Bertin à Angers. Le nom du périodique évoque l'expression angevine « topette » qui signifie « salut, à bientôt ».
La directrice de publication Marie Hamoneau a travaillé plusieurs années en presse quotidienne régionale, notamment à Bruxelles. Julien Collinet, ancien journaliste de Canal+ est également journaliste pour La Topette. L'équipe comprend également le journaliste d'origine bretonne Sylvain Morvan — un des fondateurs de Médiacités — et une quinzaine de bénévoles, ainsi que des illustrateurs locaux dont Marie Leroy, Aliénor Ouvrard et Paul Liaigre.
La Topette est imprimée à Azé en Mayenne. Publié au format A4, le trimestriel se déplie pour être lu au format journal, soit 42 × 29,7 cm, et comprend seize pages. Le journal est vendu uniquement au format papier, au prix de trois euros.
Le premier numéro est diffusé à 2 300 exemplaires dans 150 points de vente. En 2023, le tirage s'élève à 5 350 exemplaires.

## Ligne éditoriale
Le journal se présente comme « local, populaire et indiscipliné  »,. Le choix du format dépliant et du caractère « impertinent  » du journal est notamment inspiré par le journal L'Âge de faire et par le satirique grenoblois Le Postillon.
La Topette ne recourt pas à la publicité, dans une volonté d'indépendance.
L'équipe indique préférer prendre du temps par rapport à l'actualité, ne pas vouloir incarner une presse d'opinion, mais favoriser un journalisme d'investigation « sérieux, sourcé, vérifié » qui « s’engage à égratigner les puissants »,, et qui traite notamment de sujets ruraux. 
Le journal L'Âge de faire le recense dans sa carte de la presse alternative française, ou « carte de la presse pas pareille »,.

## Enquêtes
Le premier numéro propose des enquêtes sur le projet angevin de ville intelligente, sur Angers Télé, sur les conditions de travail des chauffeurs assurant le transport d’enfants handicapés, sur la liquidation judiciaire d'une exploitation agricole, et sur les liens entre Jean-Pierre Raffarin et le Center Parcs du Bois aux Daims.
Le second numéro interroge le classement réalisé par L'Express des communes françaises attractives, les conditions de travail des jeunes infirmières, celles des jeunes en service civique, et sur les coulisses du déploiement de la fibre dans le Maine-et-Loire.
Le numéro de mars-mai 2021 revient sur les sites Seveso de Maine-et-Loire, l'aéroport d'Angers-Marcé, et sur les livreurs à vélo d'Angers.
Le journal publie en mars 2022 une enquête sur un possible conflit d'intérêts, relatif à une subvention régionale au réseau Espérances banlieue. À la suite de ces révélations, le député Matthieu Orphelin annonce saisir la justice. Une enquête est alors ouverte par le parquet d'Angers.
En septembre 2022, à la suite d'une enquête du journal, la ville d'Angers récupère gratuitement la marque d'un festival sportif déposé à titre personnel par le directeur de Destination Angers.
Le même mois, le trimestriel publie les témoignages de victimes de harcèlement sexuel du président du club de hockey sur glace, Les Ducs d'Angers. Quelques mois après la parution de l'article, à la suite de la confirmation de la condamnation de sa société pour ces faits, l'homme présente sa démission. 
Certaines révélations de La Topette sont reprises par la presse nationale comme l'hebdomadaire Marianne ou encore, au printemps 2023, par L'Express ou Charlie Hebdo pour son enquête sur le recours en entreprise à des techniques de management ésotériques.
En décembre 2023, le journal révèle la fréquence des trajets réalisés en avion d'affaires par le ministre de la Transition écologique Christophe Béchu.